# Episodi di Life (seconda stagione)
La seconda e ultima stagione della serie televisiva Life, composta da 21 episodi, è andata in onda sul canale statunitense NBC dal 29 settembre 2008 all'8 aprile 2009.
In Italia, è stata trasmessa in prima visione assoluta dal 15 aprile al 24 giugno 2009 su Joi, mentre in chiaro è stata trasmessa dal 26 gennaio al 6 aprile 2013 su Rete 4.
| nº | Titolo originale              | Titolo italiano                    | Prima TV USA      | Prima TV Italia |
| -- | ----------------------------- | ---------------------------------- | ----------------- | --------------- |
| 1  | Find Your Happy Place         | Un baule di felicità               | 29 settembre 2008 | 15 aprile 2009  |
| 2  | Everything... All The Time    | Tutto... sempre                    | 3 ottobre 2008    | 15 aprile 2009  |
| 3  | The Business of Miracles      | Miracoli e affari                  | 6 ottobre 2008    | 22 aprile 2009  |
| 4  | Not For Nothing               | Non per niente                     | 10 ottobre 2008   | 22 aprile 2009  |
| 5  | Crushed                       | Schiacciato                        | 17 ottobre 2008   | 29 aprile 2009  |
| 6  | Did You Feel That?            | L'hai sentita anche tu?            | 24 ottobre 2008   | 29 aprile 2009  |
| 7  | Jackpot                       | Jackpot                            | 5 novembre 2008   | 6 maggio 2009   |
| 8  | Black Friday                  | Saldi                              | 12 novembre 2008  | 6 maggio 2009   |
| 9  | Badge Bunny                   | Pupe da sbirri                     | 19 novembre 2008  | 13 maggio 2009  |
| 10 | Evil... And His Brother Ziggy | Il peccato... e suo fratello Ziggy | 3 dicembre 2008   | 13 maggio 2009  |
| 11 | Canyon Flowers                | I fiori del male                   | 10 dicembre 2008  | 20 maggio 2009  |
| 12 | Trapdoor                      | La botola                          | 17 dicembre 2008  | 20 maggio 2009  |
| 13 | Re-Entry                      | Rientro                            | 4 febbraio 2009   | 27 maggio 2009  |
| 14 | Mirror Ball                   | Sosia                              | 11 febbraio 2009  | 27 maggio 2009  |
| 15 | I Heart Mom                   | Io cuore mamma                     | 18 febbraio 2009  | 3 giugno 2009   |
| 16 | Hit Me Baby                   | Fammi male                         | 25 febbraio 2009  | 3 giugno 2009   |
| 17 | Shelf Life                    | Data di scadenza                   | 11 marzo 2009     | 10 giugno 2009  |
| 18 | 3 Women                       | 3 donne                            | 18 marzo 2009     | 10 giugno 2009  |
| 19 | 5 Quarts                      | 5 litri                            | 25 marzo 2009     | 17 giugno 2009  |
| 20 | Initiative 38                 | Iniziativa 38                      | 1º aprile 2009    | 17 giugno 2009  |
| 21 | One                           | Uno                                | 8 aprile 2009     | 24 giugno 2009  |

## Un baule di felicità
- Titolo originale: Find Your Happy Place
- Diretto da: Daniel Sackheim
- Scritto da: Rand Ravich

### Trama
Charlie e la sua collega trovano alcuni bauli abbandonati in luoghi diversi della città, ciascuno contenente un cadavere e con un numero in ordine crescente stampigliato sul fondo. I defunti non hanno connessioni apparenti tra loro, nulla oltre al fatto che stavano festeggiando eventi felici della propria vita: un compleanno, un viaggio, un nuovo lavoro, un diploma. E per festeggiare in grande tutti avevano organizzato party con gli amici, invitati attraverso dei bigliettini fatti appositamente da un ragazzino, apparentemente sciocco e impressionabile, che lavora in un negozio di gadget. Proprio lui, che non riesce ad essere felice, ma conosce i dettagli della gioia altrui, decide di mettere fine alle loro vite, chiudendo chi gli ha commissionato i biglietti di invito alle feste in bauli: solo così, dice, riesce ad essere sereno. L'ultima ad essere stata chiusa è una futura sposa, che si salva grazie all'intervento di Charlie.

## Tutto... sempre
- Titolo originale: Everything... All The Time
- Diretto da: David Straiton
- Scritto da: Rand Ravich

### Trama
Crews e Reese indagano sulla morte di un padre di famiglia massacrato di botte e incatenato nel fondo di una piscina vuota. il Capitano Tidwell è convinto che l'omicidio sia stato commesso da una gang di strada. Dopo aver interrogato la figlia della vittima e due membri di una gang, Crews e Reese si ritrovano con pochi indizi e un'unica traccia, una leggenda metropolitana che parla di un uomo noto come il Mostro. Ted riceve una visita inaspettata dal padre di Dani che vuole sapere quali informazioni Crews ha raccolto sul suo conto.

## Miracoli e affari
- Titolo originale: The Business of Miracles
- Diretto da: Elodie Keene
- Scritto da: Jonathan Shapiro

### Trama
Un ricercatore viene trovato morto congelato nel suo studio: si pensa immediatamente ad un gruppo di animalisti "vivaci", ma la teoria non regge per molto. Dopo aver passato in rassegna la vita del ricercatore, donne, amicizie e scappatelle con studentesse si arriva ad un inserviente, stressato dal pessimo carattere del ricercatore: è stato lui a sostituire la maschera dell'ossigeno e a congelarlo. Nel frattempo, Charlie collega la sua figura sul muro con Jack Reese e vuole dimostrare che ha partecipato al suo ingiusto arresto

## Non per niente
- Titolo originale: Not For Nothing
- Diretto da: Peter Markle
- Scritto da: Scott M. Gimple

### Trama
Crews e Reese indagano su un omicidio in un campus lager. Infatti l'omicidio è avvenuto in uno scantinato dove un professore ha creato una prigione per un esperimento con gli studenti. Guardie e prigionieri, però, hanno preso troppo sul serio il loro ruolo ed un prigioniero, disperato per i continui soprusi ed affronti subiti, uccide il suo compagno "guardia" con un coltello artigianale fuso con la plastica. Charlie, comprensivo con l'assassino, memore delle proprie esperienze in prigione, gli fornisce alcuni suggerimenti per sopravvivere in una vera galera. Nel frattempo, continua a indagare su Jack e mette dei microfoni per ascoltare le sue conversazioni.

## Schiacciato
- Titolo originale: Crushed
- Diretto da: Holly Dale
- Scritto da: Marjorie David

### Trama
Dani e Charlie trovano, in uno sfasciacarrozze, un uomo stritolato dentro il cofano di un'auto. Le indagini portano subito ad un complesso giro amoroso sul web. I detective riescono a fare confessare la madre della ragazza che il morto aveva conosciuto sul web. Era lei che, per sentirsi di nuovo giovane, aveva “rubato” l'identità della figlia, la quale, per altro, aveva già passato uno scandalo per via del web ed era stata espulsa da scuola. Con la figlia come copertura, la donna intrattiene questa amicizia, ma al momento di conoscere l'interlocutore, che lavorava appunto in uno sfasciacarrozze, essendosi sentita derisa dallo stesso perché “vecchia” la donna lo ha ucciso.

## L'hai sentita anche tu?
- Titolo originale: Did You Feel That?
- Diretto da: Tucker Gates
- Scritto da: Jonathan Shapiro e Scott M. Gimple

### Trama
Il titolo è riferito alle numerose scosse di terremoto che si susseguono a Los Angeles durante questa puntata. Charlie e Dani cercano un evaso che ha approfittato del sisma per fuggire. I due tentano di proteggere la vita stessa dell'evaso da un altro uomo il cui figlio è stato ucciso, ma il prigioniero ha in mente il piano per una rapina. Nel frattempo Ted, ormai docente di economia, rimane ferito in un incidente e chiede soccorso a Olivia.